# Oreogrammitis flavovirens
Oreogrammitis flavovirens är en stensöteväxtart som först beskrevs av Arthur Hugh Garfit Alston, och fick sitt nu gällande namn av Barbara S. Parris. Oreogrammitis flavovirens ingår i släktet Oreogrammitis och familjen Polypodiaceae. Inga underarter finns listade.